# Coelogyne peltastes
Coelogyne peltastes är en orkidéart som beskrevs av Heinrich Gustav Reichenbach.
Coelogyne peltastes ingår i släktet Coelogyne och familjen orkidéer. Inga underarter finns listade i Catalogue of Life.